# Incilius bocourti
Espèce
Synonymes
- Bufo bocourti Brocchi, 1877

Statut de conservation UICN

 LC  : Préoccupation mineure
Incilius bocourti est une espèce d'amphibiens de la famille des Bufonidae.

## Répartition

Distribution

Cette espèce se rencontre entre 1 000 et 3 200 m d'altitude :
- au Guatemala dans la sierra Madre de Chiapas, la sierra de las Minas et la sierra de los Cuchumatanes,
- dans le Sud du Mexique dans le Chiapas dans le Sud-Ouest de la Sierra Madre del Sur et sur le plateau central.

## Étymologie
Cette espèce est nommée en l'honneur de Marie-Firmin Bocourt.

## Publication originale
- Brocchi, 1877 : Sur quelques Batrachiens RANIFORMES et BUFONIFORMES de l'Amérique Centrale. Bulletin de la Société Philomathique de Paris, ser. 7, vol. 1, p. 175-197 (texte intégral).